# Gabrovo
Gabrovo (pronuncia: Gàbrovo, /ˈɡabrɔvɔ/, in bulgaro Габрово?) è una città della Bulgaria, centro amministrativo del distretto di Gabrovo. La città è situata ai piedi dei Monti Balcani, nella valle del fiume Jantra, ed è nota come capitale internazionale dell'umorismo e della satira ed in Bulgaria per il Revival Nazionale dell'Architettura Bulgara. Gabrovo è nota inoltre come la città più lunga della Bulgaria, estendendosi per oltre 25 km lungo lo Jantra, raggiungendo al massimo il chilometro di larghezza. Vicino a Gabrovo, sui monti Balcani, si trova il centro geografico della Bulgaria, presso la località di Uzana.

## Storia
La zona intorno a Gabrovo, abitata fin dal neolitico, acquisì una rilevanza economica dopo che Veliko Tărnovo divenne capitale del secondo impero bulgaro nel XII secolo. L'artigianato ed il commercio prosperarono, favoriti dalla vicinanza sia alla capitale, sia ai passi dei monti Balcani. La città nel medioevo era un piccolo villaggio di poco più di 100 abitazioni.
Secondo la leggenda più diffusa Gabrovo venne fondata da un giovane maniscalco di nome Račo, accanto al cui focolare crebbe un carpino (in bulgaro габър, gabăr), dal quale la località prese il nome.
Dopo l'invasione ottomana del XIV secolo, la situazione demografica di Gabrovo cambiò significativamente, poiché era l'unico insediamento in una zona considerabilmente larga e un punto d'attrazione per i bulgari in fuga dalla capitale conquistata e dalle fortezze vicine. Si trasformò da villaggio in cittadina (palanka) e cominciò a svilupparsi come centro culturale, economico e spirituale.
Durante la dominazione ottomana i ricchi mercanti investivano una grande quantità di risorse nella pianificazione pubblica della cittadina. La prima scuola laica bulgara, il liceo Aprilov, venne fondato a Gabrovo nel 1835 con l'aiuto economico di Vasil Aprilov e di Nikolaj Palauzov. Gabrovo venne ufficialmente proclamata città dalle autorità ottomane nel maggio del 1860.
Poco prima della liberazione della Bulgaria nel 1878, Gabrovo divenne un centro industriale sulla base delle proprie tradizioni economiche. Emersero compagnie a fondo comune, vennero costruite fabbriche, suggerendo così il nuovo soprannome di "Manchester bulgara".

## Cultura
Conosciuta internazionalmente come un centro dell'umorismo e della satira, Gabrovo ha due teatri, il teatro melodrammatico Račo Stojanov e un teatro dei burattini, la Casa dell'umorismo e della satira, che serve da istituto culturale, un centro dell'arte comica che funge da museo e galleria. C'è inoltre un cinema, il Cinema Aleko, e vari musei e memoriali in città e nei dintorni, come il Complesso architettonico-etnografico dell'Etăr ed il Museo dell'Educazione al Liceo Aprilov. Un planetario è in fase di costruzione.
I gabrovesi sono famosi per le barzellette e gli scherzi. Chiamano la propria città "il centro dell'umorismo mondiale"; il resto della popolazione bulgara considera i gabrovesi eccessivamente tirchi (come gli italiani pensano dei genovesi e dei lucchesi), e gli abitanti sono spesso soggetto delle barzellette bulgare, in cui è spesso posta al centro la rivalità tra Gabrovo e la vicina città di Sevlievo.
L'asteroide 2206 Gabrova, scoperto il 1º aprile 1976 dall'astronomo sovietico Nikolaj Stepanovič Černych è stato nominato così in onore della città di Gabrovo.

## Sport
- Il club sportivo più rinomato della città è il club calcistico FC Yantra Gabrovo, fondato nel 1919.
- La città ha inoltre una lunga tradizione nella pallamano.
- A circa 25 km dalla città sui monti Balcani si trova il centro sciistico di Uzana.
- Originario di Gabrovo è Smilen Mljakov, pallavolista campione d'Italia nel 2008.

## Località
Il comune è formato dall'insieme delle seguenti località:
- Gabrovo (sede comunale)
- Angelov
- Armenite
- Baevci
- Balanite
- Balinovci
- Bankovci
- Bekriite
- Belomažite
- Bobevci
- Bogdančovci
- Bojčeta
- Bojnovci
- Boltata
- Boriki
- Borskoto
- Boženci
- Brănecite
- Bjalkovo
- Čavei
- Čarkovo
- Červena lokva
- Černevci
- Čitakovci
- Čukilite
- Cvjatkovci
- Debel djal
- Diveci
- Donino
- Draganovci
- Dragančetata
- Dragievci
- Dragomani
- Dumnici
- Džumriite
- Ezeroto
- Fărgovci
- Găbene
- Gajkini
- Gajtanite
- Garvan
- Genčovci
- Genovci
- Gergini
- Gledaci
- Gornova mogila
- Grăblevci
- Haračerite
- Iglikika
- Ivanili
- Ivankovci
- Iztočnik
- Jankovci
- Jasenite
- Javorec
- Kamešica
- Karali
- Kievci
- Kmetovci
- Kmetčeta
- Kozi rog
- Kolišovci
- Kopčeliite
- Kostadinite
- Kostenkovci
- Lesičarka
- Loza
- Malini
- Maluša
- Mečkovica
- Meždeni
- Mičkovci
- Mihajlovci
- Milkovci
- Mrahori
- Muzga
- Nikolčovci
- Novakovci
- Orlovci
- Ovoštarci
- Parčovci
- Părtevci
- Pecovci
- Pejovci
- Penkovci
- Petrovci
- Popari
- Popovci
- Potok
- Prahali
- Prodanovci
- Račevci
- Rahovci
- Rajnovci
- Redeškovci
- Rjazkovci
- Rujčovci
- Săbotkovci
- Šarani
- Sedjankovci
- Sejkovci
- Semerdžiite
- Šipčenite
- Smilovci
- Solari
- Spanci
- Spasovci
- Starilkovci
- Stefanovo
- Stoevci
- Stojčovci
- Stojkovci
- Stomanecite
- Svinarski dol
- Todorovci
- Todorčeta
- Torbalăžite
- Trănito
- Trapeskovci
- Uzunite

## Amministrazione

### Gemellaggi
- Černihiv, Ucraina
- Thun, Svizzera
- Mytišči, Russia
- Mahiloŭ, Bielorussia
- Şəki, Azerbaigian
- Aalst, Belgio
- Mittweida, Germania
- Panevėžys, Lituania
- Sisak, Croazia
- Nowy Sącz, Polonia
- Prešov, Slovacchia
- Monforte San Giorgio, Italia
- Montfort-sur-Risle, Francia
- Monforte del Cid, Spagna
- Granby (Québec), Canada